# Omusati
Omusati je jedna od trinaest regija u Namibiji. Središte regije je grad Uutapi.

## Zemljopis
Regija Omusati nalazi se na sjeveru Namibije na granici s Angolom
Graniči s regijama:
- Ohangwena - sjeveroistok
- Oshana - istok
- Kunene - jug i zapad

## Stanovništvo
Prema popisu stanovništva iz 2011. godine regija je imala 242.900 stanovnika, dok je prosječna gustoća naseljenosti 9 stan./km2. Regija obuhvaća jedanaest izbornih jedinica: Onesi, Tsandi, Outapi, Okalongo, Oshikuku, Elim, Okahao, Anamulenge, Otamanzi i Ruacana.